# Indanan
Indanan è una municipalità di quarta classe delle Filippine, situata nella Provincia di Sulu, nella Regione Autonoma nel Mindanao Musulmano.
Indanan è formata da 34 baranggay:
- Adjid
- Bangalan
- Bato-bato
- Buanza
- Bud-Taran
- Bunut
- Jati-Tunggal
- Kabbon Maas
- Kagay
- Kajatian
- Kan Islam
- Kandang Tukay
- Karawan
- Katian
- Kuppong
- Lambayong
- Langpas

- Licup
- Malimbaya
- Manggis
- Manilop
- Paligue
- Panabuan
- Panglima Misuari (Sasak)
- Pasil
- Poblacion (Indanan)
- Sapah Malaum
- Sawaki
- Sionogan
- Tagbak
- Timbangan
- Tubig Dakulah
- Tubig Parang
- Tumantangis